# Dun-sur-Meuse
Dun-sur-Meuse település Franciaországban, Meuse megyében. Lakosainak száma 590 fő (2022. január 1.). Dun-sur-Meuse Cléry-le-Petit, Doulcon, Fontaines-Saint-Clair, Liny-devant-Dun, Milly-sur-Bradon és Sassey-sur-Meuse községekkel határos.

## Népesség
A település népességének változása:
| Lakosok száma | 700  | 747  | 806  | 747  | 698  | 676  | 661  | 660  | 637  | 590  |
|               | 1968 | 1982 | 1990 | 2006 | 2013 | 2015 | 2017 | 2019 | 2020 | 2022 |